# John Dopyera
John Dopyera (ur. Ján Dopjera) (1893–1988) był słowacko-amerykańskim wynalazcą i przedsiębiorcą, budowniczym m.in. instrumentów strunowych. Za jego największe osiągnięcie uważa się wbudowanie dodatkowego rezonatora akustycznego pomiędzy struny a pudło rezonansowe gitary akustycznej, co dało początek gitarze rezofonicznej.

## Lata młodzieńcze
John Dopyera był jednym z 10 rodzeństwa urodzonego w końcu XIX wieku. Jego ojciec, Jozef Dopjera, był młynarzem w Dolnej Krupie, (Słowacja). Uzdolniony muzycznie, Jozef, grał i wykonywał własne skrzypce; twórców skrzypiec, które były popularne na Słowacji, powszechnie podziwiano za ich kunszt. Pod kierunkiem ojca John budował swoje pierwsze skrzypce już w wieku chłopięcym. W 1908 r. rodzina Dopyerów wyemigrowała ze Słowacji do Kalifornii, USA; przeczuwając wybuch wojny w Europie. W latach dwudziestych, Dopyera założył własny warsztat w Los Angeles, gdzie pracował nad tworzeniem i naprawą skrzypiec, banjo, i innych drewnianych instrumentów strunowych. W tym czasie, Dopyera opatentował kilka ulepszeń dla banjo.

## Lata średnie
W 1925 roku promotor wodewili George Beauchamp poznał Johna Dopyera. Było to w czasach filmów niemych, w których fortepian, i czasami orkiestra, dostarczały na żywo dźwięk w kinie. Beauchamp złożył propozycję: poprosił, aby zbudować mu gitarę wystarczająco głośną aby była słyszalna ponad innymi instrumentami. Dopyera zabrał się do pracy, a w kolejnych miesiącach wynalazł gitarę z trzema aluminiowymi stożkami montowanymi pod mostkiem(¹), schemat wzmocnienia dźwięku podobny do membrany wewnątrz głośnika. Instrument był 3-4 razy głośniejszy niż normalna gitara akustyczna i miał bogate, metalicznym brzmienie, tak jakby był grany na metalowej misce. Stał się on znany jako gitara rezofoniczna (czasami nazywana też: National lub Dobro). Po dołączeniu do niego braci Emila i Rudy’ego, jak również grupy zainteresowanych inwestorów, Dopyera założył National String Instrument Corporation. Gitara rezofoniczna od początku sprzedawała się dobrze, ale z największym sukcesem spotkała się w klubach jazzowych i kinach w całych USA. Kilka lat później bracia oddzielili się od spółki i założyli własną firmę Dobro (nazwę tę nadali też instrumentowi). Pochodzenie tej nazwy to gra słów: "Do" w Dopyera i "bro" z brothers. Słowo to również oznacza "dobry" w języku słowackim, świetnie pasowało do ich hasła promocyjnego: Dobro oznacza dobre w dowolnym języku.

## Lata późniejsze
W 1932, pracując razem z gitarzystą Artem Simpsonem, Dopyera wynalazł nowy sposób tworzenia gitary, później uznany za pierwszą kiedykolwiek produkowaną przemysłowo elektryczną gitarę hiszpańską na świecie. Dopyera również wymyślił urządzenie do naciągu strun w gitarach akustycznych, prekursor naciągu we wszystkich dzisiejszych gitarach. Późniejsze patenty Dopyery obejmowały dodatki rezofoniczne do prawie każdego instrumentu strunowego, ciągłe patenty na kształt banjo i skrzypiec, w tym bardzo unikalną Dopera bantar, który jest krzyżówką pomiędzy pięciostrunowym banjo i sześciostrunową gitarą. Dopera bantar, niezmiernie rzadko, ale była wykorzystywana przez wpływowych artystów z lat sześćdziesiątych XX w., w tym Boba Dylana. Na przykładzie z bantarem, John usunął "Y" z nazwiska Dopyera przy nazywaniu nowych instrumentów, gdyż jak sam uznał, "Dopera" było łatwiejsze dla ogółu społeczeństwa do zrozumienia i wymówienia. Zauważono również patent na skrzypce elektryczne. Bracia Dopyera później przenieśli się do Chicago, gdzie zarabiali miliony dolarów w założonej przez siebie firmie Valco, parając się też innymi interesami. John wybrał pobyt w Los Angeles i kontynuował produkcję instrumentów. Nigdy nie został bogaty, był sławny wśród niewielkiego kręgu ludzi, którzy wiedzieli że wynalazł rezonator i gitarę rezofoniczną. Zmarł w wieku lat 94 w 1988 r., mając około 40 zarejestrowanych patentów.

## Spuścizna
Gitara rezofoniczna (gitara Dobro) miała fundamentalne znaczenie dla rozwoju muzyki bluegrass. Projekt przekroczył wszystkie muzyczne granice, okazał się równie dobry w folku, rock country, bluesie i jazzie. W 1992 r., słowacki gitarzysta bluesowy Peter Radványi współzałożył Dobrofestival w Trnavie w zachodniej Słowacji, tygodniowe zgromadzenia miłośników gitary rezofonicznej, włączając w to najlepszych graczy bluegrassowych, bluesowych i graczy na gitarze hawajskiej(²), na świecie. Następny Dobrofest odbędzie się 26-28 czerwca 2008. Ponadto istnieje małe muzeum w Trnavie zwane Dobro Hall of Fame.